# منتزعة الكبريت الأكزاميكية
منتزعة الكبريت الأكزاميكية (الاسم العلمي: Desulfovibrio oxamicus) هي نوع من البكتيريا، سلبية الغرام، تتبع جنس منتزعة الكبريت.